# Jacques Dubochet

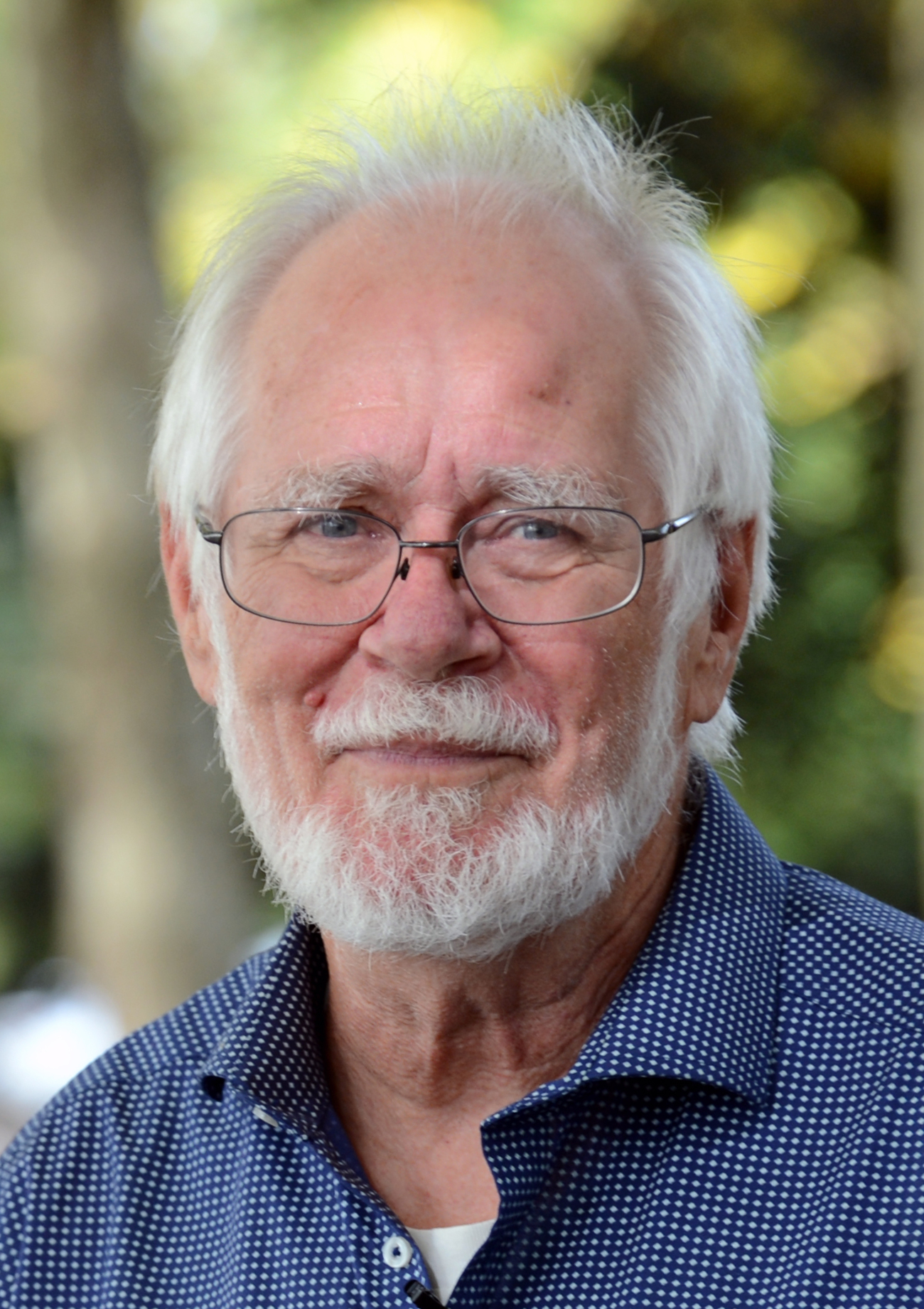
Jacques Dubochet (2017)

Jacques Dubochet (* 8. Juni 1942 in Aigle, VD) ist ein Schweizer Biophysiker. Er erhielt 2017 gemeinsam mit Richard Henderson und Joachim Frank den Nobelpreis für Chemie für die von ihnen entwickelte Kryoelektronenmikroskopie. Seit seiner Emeritierung im Jahr 2007 ist er Honorarprofessor der Universität Lausanne.

## Leben
Nach zwei Jahren an der Kantonsschule Trogen legte Dubochet im Jahr 1962 die Maturität im Kanton Waadt ab. 1967 erhielt er einen Abschluss als Physikingenieur an der École polytechnique de l’Université de Lausanne (EPUL), und 1969 erlangte er einen Abschluss in Molekularbiologie an der Universität Genf. Schon damals erforschte er mit Elektronenmikroskopie die DNA und andere Zellbestandteile, was zu seinem Hauptforschungsthema wurde. 1973 wurde er in Genf und bei Eduard Kellenberger an der Universität Basel in Biophysik promoviert. Zwischen 1974 und 1978 arbeitete er zudem am Biozentrum der Universität Basel. Von 1978 bis 1987 leitete er eine Forschungsgruppe am European Molecular Biology Laboratory in Heidelberg, wo er die Kryo-Elektronenmikroskopie entwickelte und mit Alasdair W. McDowall 1981 publizierte. 1987 wurde er Universitätsprofessor an der Universität Lausanne in der Abteilung Ultrastrukturanalyse. Von 1998 bis 2002 leitete er die Biologiefakultät. Im Jahr 2007 wurde er emeritiert.
Bei der normalen Elektronenmikroskopie wird die Probe in ein Vakuum gebracht, was bei den stets wasserhaltigen biologischen Substanzen die Beobachtung verzerrt. Dubochet fand mit anderen einen Weg, die Proben näher dem Originalzustand zu untersuchen, indem sie so schnell abgekühlt wurden, dass sich keine grossen Eiskristalle bildeten. Im Jahre 2015 erhielt er den ersten Lennart Philipson Award des EMBL.
Im Jahr 2017 erhielt Dubochet – gemeinsam mit Joachim Frank und Richard Henderson  – den Nobelpreis für Chemie. Einen Teil des Preisgeldes in Höhe von 360.000 Schweizer Franken, das sich auf einem Konto der Alternativen Bank Schweiz (ABS) befindet, möchte er spenden: So will er einerseits Hilfsprojekte für Migranten und andererseits das Programm „Biologie und Gesellschaft“ der Universität Lausanne unterstützen.
Ende November 2021 wurde das auf seinen Namen lautende Dubochet Center for Imaging (DCI) von der  Eidgenössischen Technischen Hochschule, der Universität Lausanne und der Universität Genf ins Leben gerufen. Bereits wenige Wochen danach konnte das DCI einen wesentlichen Beitrag zur Dechiffrierung der Omikron-Variante des Coronavirus leisten.

## Politisches Engagement

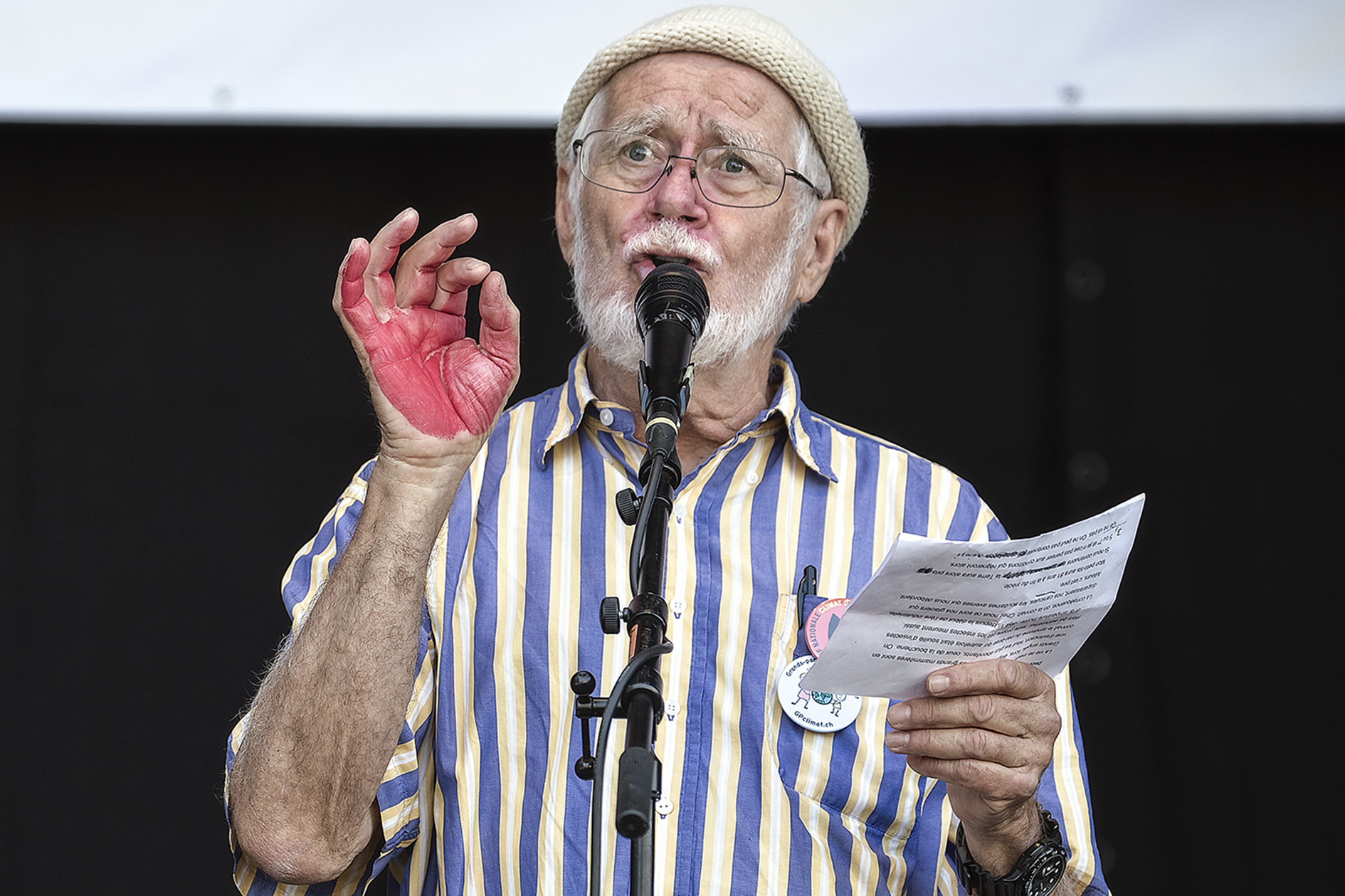
Rede vor dem Bundeshaus in Bern anlässlich der nationalen Klimademonstration 2019

Dubochet sitzt für die SP im Stadtparlament von Morges. Er ist ein überzeugter Naturschützer und interessiert sich schon seit jeher für Umweltschutz und Nachhaltigkeit. So ging er auch beim zweiten Date mit seiner zukünftigen Ehefrau gegen das geplante Kernkraftwerk Kaiseraugst demonstrieren.
Aktuell ist die Bekämpfung des Klimawandels eines seiner zentralen politischen Anliegen. Er ist Mitglied des Initiativkomitees der Gletscher-Initiative und bei der Organisation Klima-Grosseltern Schweiz. Im Prozess der Credit Suisse gegen Klimaaktivisten war er neben der Professorin für Land-Klima-Dynamik der ETH Zürich, Sonia Seneviratne, einer der zentralen Zeugen.

## Privates
Jacques Dubochet ist mit Christine, née Wiemken, einer Künstlerin und Kunsttherapeutin, verheiratet; das Paar hat zwei Kinder. Er ist Legastheniker und war gemäss eigenen Angaben während seiner Schulzeit kein guter Schüler. In der Schweizer Armee war Dubochet Oberleutnant.
Sein Urgrossvater Jacques-Julien Dubochet war Herausgeber der Zeitung L’Illustration.

## Schriften
- mit A. W. McDowell: Vitrification of pure water for electron microscopy. In: Journal of Microscopy. Band 124, 1981, S. 3–4.
- mit A. McDowell, J. Chang, R. Freeman, J. Lepault, C. A. Walter: Electron microscopy of frozen hydrated sections of vitreous ice and vitrified biological samples. In: Journal of Microscopy. Band 131, 1983, S. 1–9.

## Reportage
- Marc Meschenmoser: Die Last eines Nobelpreises. In: Reporter, SRF 1 vom 10. Juni 2018 (22 Minuten).
- Stéphane Goël: Citoyen Nobel. Dokumentarfilm, 2020 (SRF 1, 89 Minuten).